# IS13SH
AQUOS PHONE IS13SH（アクオス・フォン・アイエスいちさんエスエイチ）は、シャープによって日本国内向けに開発された、auブランドを展開するKDDIおよび沖縄セルラー電話のスマートフォンである。ISシリーズの一つで、CDMA 1X WIN対応。製造型番はSHI13でメーカー型番はAS36。

## 概要
IS03の後継に当たるスマートフォンである。工場出荷時にはAndroid OS 2.3.5を搭載。
20 - 30代の女性ユーザー、ならびにスマートフォン初心者、既存のフィーチャーフォン（携帯電話）からの機種変更のユーザーなどを想定している。IS03と同じくメイン画面の下にサブ画面があり、メイン画面がOFFとなっているときは時計の表示となり、ONの時はキー操作の表示となる。このほか、時計表示モードのカスタマイズ機能が追加され、更に各メールの着信表示、LISMO Player使用時の曲名およびアーティスト名などの表示にもそれぞれ対応している点がIS03のサブ画面から進化している。
au向けのシャープのスマートフォンでは初めてIPX5/IPX7等級の防水機能、およびタッチパネル面のタッチレスポンスを向上させる新技術「ダイレクトトラッキングテクノロジー」などにも対応している。ワンセグ、おサイフケータイ、赤外線通信にも対応している。その一方で、カメラの画素数がIS03の約957万画素のCCDセンサに対し本機は約804万画素のCMOSセンサにグレードダウンした。2011年夏モデルのAQUOS PHONE IS12SH（SHI12）と異なり、3Dの表示と3Dの静止画撮影には非対応で、MicroHDMI端子も搭載されていない。
通信機能はWIN HIGH SPEED（CDMA2000 1xEV-DO MC-Rev.A）に対応し、下り最大9.2Mbps、上り最大5.5Mbpsに対応しているほか、Wi-Fiを使った通信も可能となっている。ただしテザリングには非対応。
2011年12月現在、au向けのスマートフォンとしては富士通東芝モバイルコミュニケーションズ製のARROWS ES IS12F (FJI12)、京セラ製のDIGNO ISW11K (KYI11)に次いで端末本体の奥行が薄い。
後発機種のAQUOS PHONE IS14SH（SHI14）がL800MHz（旧800MHz帯・CDMA Bandclass 3）帯エリアに非対応となったため、シャープ製のau向け端末としては最後のトリプルバンド対応3G端末となった。
通常モデルの国内メーカー製の音声系au端末としては生産数や出荷数が比較的少なかった。店頭からは半年以内に姿を消し、一部の地域では販売できない状態になった。

## 沿革
- 2011年（平成23年）9月26日 - KDDI、およびシャープより公式発表。
- 2011年10月27日 - 連邦通信委員会（FCC）を通過[9]。
- 2011年11月18日 - 全国にて一斉発売。
- 2011年12月19日 - 最初のケータイアップデートを実施。
- 2012年（平成24年）1月上旬 - KDDI直営のECサイト「auオンラインショップ」で販売開始。在庫分が無くなり次第販売終了。新規・MNP・機種変更でも扱っている。
- 2012年1月中旬 - KDDIが提供するフィーチャー・フォンのUI風ユーリティ・ツール「かんたんメニュー」に対応した。
- 2012年3月5日 - 2回目のケータイアップデートを実施。
- 2012年4月中旬 - 北陸・関西地区にて販売終了。
- 2012年4月25日 - 3回目のケータイアップデートを実施。
- 2012年4月下旬 - 北海道・関東・中部・四国・沖縄地区にて販売終了。
- 2012年5月下旬 - 上記以外の残りの地区にて販売終了。
- 2012年6月29日 - 本機に標準でプリセットされている「LISMO Player」の不具合を解消するバージョンアップを実施[10]。
- 2012年7月18日 - 4回目のケータイアップデートを実施。
- 2012年7月22日 - L800MHz帯エリアによる音声・データ通信サービスの停波によりそれ以降はN800MHz（新800MHz帯・CDMA Bandclass 0 Subclass 2）帯エリア、および2GHz（CDMA Bandclass 6）帯エリアの各音声・データ通信サービスで利用する事となる。
- 2012年8月6日 - 本機に標準でプリセットされている「LISMO Player」のメジャーバージョンアップ（Ver. 2.0→Ver. 3.0）を実施[11]。
- 2012年10月4日 - 5回目のケータイアップデートを実施。
- 2013年（平成25年）3月19日 - 6回目のケータイアップデートを実施。

## メール・メッセンジャー
メールは2011年夏機種より対応しているKDDI Eメールアプリではなく、シャープ独自のEメールアプリとなる。EZWEBのEメールに対応し、今までのau携帯電話と同様@ezweb.ne.jpのメールアドレスがそのまま利用可能となっている。絵文字、デコメールも利用可能となっている。また、メールはリアルタイムプッシュで着信する。
Android OS 2.3の特徴であるGmailの複数アカウントの同時利用が可能となる。また、Gmailはリアルタイムでプッシュ着信をする。
通常のメールアプリでは、複数のPOP、IMAPメールが利用可能であり、EZwebメールはプッシュで着信する。
メッセンジャーでは、Google Talkがプリインストールされている。また、マーケットからWindows Live Messengerをはじめ、様々なメッセンジャーアプリをインストールし、利用することが可能となる。

## ブラウザ
ブラウザはGoogle Chrome LiteベースのAndroid標準ブラウザが搭載され、上述の通りAndroid OS 2.3の特徴でもあるFlash Player 10.2がアドオンされている。また、JavaScript（V8）もサポートされている。これにより、パソコンのブラウザとほぼ同等のフラッシュサイト、動画サイトが利用することが可能となり、ブラウザでニコニコ動画、YouTubeをはじめとした各種動画サイトが利用できる。そのほかにサードパーティー製のブラウザをインストールし利用することも可能となる。

## アプリケーション

### 利用可能なアプリケーションマーケット
- Android OS標準のGoogle Play Store（旧・Androidマーケット）が利用可能である。またau Market（旧・au one Market）も利用できる。

### プリインストールアプリケーション
- mixi for SH - マイミクの日記やボイスの確認、画像付きの日記の作成・投稿が行える。またウィジェット機能も搭載されている。
- Twitter
- Google Map NAVI
- Google Maps
- Latitude
- Google検索、Google音声検索
- Snapeee for Android
- YouTube
- ギャラリー
- おサイフケータイ
- バーコードリーダー、情報リーダー、名刺リーダー
- LISMO
- au one GREE
- facebook
- Skype au
- Jibe

## その他機能
※PC向けWebブラウザが標準装備されておりFlashコンテンツもフル表示可能。携帯向けサイト(EZWeb)は他のスマートフォンやPCと同じく閲覧不可。
- 「エコ技」機能

| 主な機能・対応サービス                                                  | 主な機能・対応サービス                           | 主な機能・対応サービス              | 主な機能・対応サービス        |
| ----------------------------------------------------------------------- | ------------------------------------------------ | ----------------------------------- | ----------------------------- |
| Webブラウザ                                                             | LISMO! for Android メディアプレイヤー LISMO WAVE | おサイフケータイ                    | ワンセグ                      |
| au one メール PCメール Gmail EZwebメール                                | デコレーションメール デコレーションアニメ        | Skype au                            | PCドキュメント                |
| au Smart Sports Run & Walk Karada Manager ゴルフ(web版) Fitness、歩数計 | GPS 方位計                                       | au oneナビウォーク au one助手席ナビ | au one ニュースEX au one GREE |
| かんたんメニュー じぶん銀行                                             | 緊急地震速報                                     | Bluetooth                           | 無線LAN機能 (Wi-Fi)           |
| 赤外線通信 (IrSimple) (IrSS)                                            | WIN HIGH SPEED                                   | グローバルパスポート(CDMA)          | auフェムトセル                |
| microSD microSDHC                                                       | モーションセンサー(6軸)                          | 防水                                | 簡易留守録 着信拒否設定       |

- 安心セキュリティパックは、フル対応
- ベールビュー (覗き見防止フィルタのON/OFF)
- 家庭用レコーダーからの番組持ち出し[20]
- DLNAサーバー 1.5 (Image:JPEG / Audio:MP3,LPCM)
- ワイヤレス連携対応スマートファミリンク

## ケータイアップデート
- 2011年12月19日に最初のケータイアップデートが配信された。[21] アップデートで修正される内容は次の通り。
  - Eメールの「返信」、「全員へ返信」、「転送」操作ができない場合がある。
  - 動作中のアプリケーションが使用するメモリ空き容量が少ないとき、Eメールの自動受信や音声着信ができない場合がある。
  - ダウンロードされたフォントを設定すると、EメールやCメールなどが使用できなくなる場合がある。
  - G-BOOKとのBluetooth接続にて一部動作（ハンズフリー接続等）が不安定な場合がある。
- 2012年3月5日に2回目のケータイアップデートが配信された。[22] アップデートで修正される内容は次の通り。
  - ブラウザを利用してインターネットで地図サイトへ接続して地図をドラッグした際に表示のちらつき、およびスムーズに動作しない場合がある。
- 2012年4月25日に3回目のケータイアップデートが配信された。[23] アップデートで修正される内容は次の通り。
  - 安心セキュリティパックにおける「3LM Security」起動設定後、不要な「パスワード変更通知」の表示。
- 2012年7月18日に4回目のケータイアップデートが配信された。[24] アップデートで修正される内容は次の通り。
  - Wi-Fi接続時の品質の向上。
  - 非対応のメモリカード（microSDXCメモリカード）を取り付けると、メモリカード内のデータが破損する不具合に対応[25]。ただしアップデートを適用してもこれまで通りmicroSDXCカードには非対応のままとなる。
- 2012年10月4日に5回目のケータイアップデートが配信された。[26] アップデートで修正される内容は次の通り。
  - 災害・避難情報をCメールとして重複受信してしまう不具合の改善。
- 2013年3月19日に6回目のケータイアップデートが配信された。[27] アップデートで修正される内容は次の通り。
  - 「エコ技」設定にて「メールアプリ」を「対象アプリ」として設定した場合、端末のスリープ中、SMS (Cメール) を受信できなくなる事象の改善。